# Ulmu (Călărași)
Ulmu è un comune della Romania di 1 614 abitanti, ubicato del distretto di Călărași, nella regione storica della Muntenia.
Il comune è formato dall'unione di 4 villaggi: Chirnogi, Făurei, Ulmu, Zimbru.